# Sättna distrikt
Sättna distrikt är ett distrikt i Sundsvalls kommun och Västernorrlands län. Distriktet ligger omkring Kovland i östra Medelpad. 

## Tidigare administrativ tillhörighet
Distriktet inrättades 2016 och utgörs av en del av området som Sundsvalls stad omfattade till 1971, delen som före 1965 utgjorde Sättna socken.
Området motsvarar den omfattning Sättna församling hade 1999/2000.

## Tätorter och småorter
I Sättna distrikt finns en tätort och två småorter.

### Tätorter
- Kovland

### Småorter
- Solum och Brödlösa
- Östanå